# (82075) 2000 YW134
(82075) 2000 YW134, também escrito como (82075) 2000 YW134, é um objeto transnetuniano, que conta com uma lua. Este objeto está categorizado coma objeto do disco disperso, e como possível objeto separado. Ele está em uma ressonância orbital de 3:8 com o planeta Netuno. Este objeto possui uma magnitude absoluta de 4,8 e tem um diâmetro estimado com cerca de 229 km, ou 489 km. O astrônomo Mike Brown lista este corpo celeste em sua página na internet como um candidato a possível planeta anão.

## Descoberta e nomeação
(82075) 2000 YW134 foi descoberto no dia 26 de dezembro de 2000 pelo Spacewatch. Recebeu a designação temporária de 2000 YW95.

## Órbita
A órbita de (82075) 2000 YW134 tem uma excentricidade de 0,292 e possui um semieixo maior de 58,233 UA. O seu periélio leva o mesmo a uma distância de 41,244 UA em relação ao Sol e seu afélio a 75,222 UA.

## Características físicas
Asumindo o albedo genérico para os TNOs (objetos transnetunianos) que é de 0,09, o primário tem cerca de 431 km de diâmetro e o secundário (o satélite) tem cerca de 237 km de diâmetro, (ou 489 km). Em 2010, 2000 YW134 foi observado pelo Observatório Espacial Herschel em infravermelho profundo. Não foi detectada radiação termal, o que permitiu aos astrônomos por um limite máximo para o tamanho do objeto (assumindo que é um ob. Singular) que deveria ser de um máximo de 500 km.
No espectro visível, a superfície de 2000 YW134 aparece moderadamente vermelha.

## Classificação
Planeta anão?
Com um diâmetro estimado nuns 431 km, 2000 YW134 está no limite do tamanho mínimo de um candidato a planeta anão. Mas, como candidato a a planeta anão, a sua grande lua poderia dar a este sistema binário uma aparência de planeta duplo, vista a partir de uma certa distância.

## Satélite
O satélite de 2000 YW134, que é denominado de S/2005 (82075) 1, que tem cerca de 237 km (ou 164 km) de diâmetro e é relativamente grande se comparado com o seu primário, já que a lua tem apenas 1,3 magnitude mais fraco que o seu primário.